# Fresquel
Le Fresquel est une rivière du Sud de la France et un affluent gauche de l'Aude. Il arrose le département de l'Aude, dans la région Occitanie.

## Géographie
C’est une rivière du Lauragais et du Carcassonnais qui prend sa source au nord-ouest du département de l'Aude, au-dessus de la commune de Baraigne. Il se dirige d’abord vers le nord jusque près du seuil de Naurouze où il prend la direction de l'est. Il passe près de Castelnaudary et se jette dans l'Aude en rive gauche à Carcassonne après un parcours de 63 km.

### Communes traversées
Le Fresquel traverse deux départements et vingt-quatre communes, dont :
- Aude (11) : Baraigne, Labastide-d'Anjou, Ricaud, Souilhanels, Castelnaudary, Saint-Martin-Lalande, Lasbordes, Villepinte, Bram, Alzonne, Pezens, Ventenac-Cabardès, Pennautier, Carcassonne ;
- Haute-Garonne (31) : Avignonet-Lauragais.

## Principaux affluents
Le Fresquel a vingt-cinq affluents contributeurs, dont :
Rive gauche, descendus de la montagne Noire :
- le ruisseau de Soupex : 11,2 km des fois appelé aussi Fresquel dans sa fin de parcours.
- le ruisseau de Puginier : 11,4 km
- le ruisseau de Glandes : 12,8 km
- le ruisseau de l'Argentouire : 16,3 km
- le ruisseau de Bassens : 13,7 km
- le Lampy : 29,3 km
- la Vernassonne : 22,5 km
- la Rougeanne ou l'Alzeau : 33,5 km

Rive droite :
- le ruisseau de Tréboul : 22,6 km
- l'Arnouze : 15 km
- le ruisseau de Rebenty : 20,7 km

### Rang de Strahler
Au moins un affluent, comme la Rougeanne, a un nombre de Strahler de quatre, celui du Fresquel est en conséquence de cinq.

## Hydrologie

### Le Fresquel à Carcassonne
Le débit du Fresquel a été observé pendant une période de 32 ans (1977-2008), à Carcassonne, chef-lieu du département de l'Aude, située au niveau de son confluent avec l'Aude. Le bassin versant de la rivière est de 939 km2.
Le module de la rivière à Carcassonne est de 5,32 m3/s.
Le Fresquel présente des fluctuations saisonnières de débit assez importantes. Les hautes eaux se déroulent en hiver et au printemps et poussent le débit mensuel moyen à un niveau allant de 6,93 à 10,30 m3/s, de décembre à mai inclus (maximum en janvier et février). Les basses eaux ont lieu en été, de juillet à octobre, avec une baisse du débit moyen mensuel allant jusqu'à 0,777 m3/s au mois d'août (777 litres par seconde), ce qui reste très acceptable et nullement sévère.

### Étiage ou basses eaux
Cependant, le VCN3 peut chuter jusque 0,001 m3/s, en cas de période quinquennale sèche, soit un seul litre par seconde, ce qui est incontestablement très sévère.

### Crues
Les crues, quant à elles, peuvent être très importantes. Les QIX 2 et QIX 5 valent respectivement 130 et 210 m3/s. Le QIX 10 vaut 260 m3/s, tandis que le QIX 20 se monte à 310 m3/s, et le QIX 50 est de 370 m3/s.
Le débit instantané maximal enregistré à Carcassonne a été de 316 m3/s le 16 janvier 1981, tandis que la valeur journalière maximale était de 243 m3/s le même jour. En comparant le premier de ces chiffres aux valeurs des différents QIX de la rivière, il apparaît que cette crue était d'ordre vicennal et donc guère exceptionnelle. On peut considérer qu'elle est destinée à se répéter tous les 20 ans en moyenne.

### Lame d'eau et débit spécifique
La lame d'eau écoulée dans le bassin du Fresquel est de 182 millimètres annuellement, ce qui est médiocre, très nettement inférieur à la moyenne d'ensemble de la France, mais également à celle de l'ensemble du bassin versant de l'Aude (289 millimètres par an à Moussan). Le débit spécifique (ou Qsp) atteint 5,8 litres par seconde et par kilomètre carré de bassin.

### Débits des cours d'eau du bassin du Fresquel
| Cours d'eau | Localité          | Débits en m3/s | Débits en m3/s | Débits en m3/s | Débits en m3/s | Débits en m3/s | Débits en m3/s | Débits en m3/s | Côte max(m) | Max. instant. | Max. journ. | Lame d'eau (mm) | Surface (km2) |
| Cours d'eau | Localité          | Module         | VCN3 (étiage)  | QIX 2          | QIX 5          | QIX 10         | QIX 20         | QIX 50         | Côte max(m) | Max. instant. | Max. journ. | Lame d'eau (mm) | Surface (km2) |
| ----------- | ----------------- | -------------- | -------------- | -------------- | -------------- | -------------- | -------------- | -------------- | ----------- | ------------- | ----------- | --------------- | ------------- |
|             |                   |                |                |                |                |                |                |                |             |               |             |                 |               |
| Fresquel    | Villepinte        | 1,11           | 0,005          | 25             | 41             | 52             | 63             | 76             | 3,85        | 60            | 49,3        | 162             | 216           |
| Tréboul     | Villepinte        | 0,57           | 0,016          | 8,1            | 12             | 14             | 16             | 19             | 0,83        | 12            | 11,7        | 128             | 142           |
| Lampy       | Raissac-sur-Lampy | 0,79           | 0,014          | 28             | 45             | 56             | 67             | -              | 1,68        | 54,6          | 46,5        | 438             | 57            |
| Rougeanne   | Moussoulens       | 1,73           | 0,021          | 24             | 35             | 43             | 50             | 59             | 2,51        | 59,5          | 46,1        | 421             | 130           |
| - dont Dure | Les Martys        | 0,42           | 0,010          | 9,8            | 21             | 29             | 37             | -              | 1,12        | 18            | 10,5        | 1033            | 13            |
| Fresquel    | Carcassonne       | 5,40           | 0,002          | 130            | 210            | 260            | 310            | 370            | 5,01        | 316           | 243         | 182             | 939           |

## Hydronymie
Les formes anciennes du type Fiscanum rappellent celles de Fécamp (Seine-Maritime, super fluvium Fiscannum 875), ancien nom de rivière également, que F. de Beaurepaire interprète comme issu du germanique * fisk(az) « poisson » (cf. anglais fish, allemand Fisch) suivi d'un second élément indéterminé.